# Poleanivka, Melitopol
Poleanivka (în ucraineană Полянівка, în germană Eugenfeld) este localitatea de reședință a comunei Poleanivka din raionul Melitopol, regiunea Zaporijjea, Ucraina. Satul a fost locuit de germanii pontici.   

## Demografie
Componența lingvistică a localității Poleanivka
     Rusă (75,17%)
     Ucraineană (24,67%)
     Alte limbi (0,16%)
Conform recensământului din 2001, majoritatea populației localității Poleanivka era vorbitoare de rusă (75,17%), existând în minoritate și vorbitori de ucraineană (24,67%).